# Rodrigo Petillo
Miguel Rodrigo Petillo (19 maggio 1977) è un ex giocatore di calcio a 5 argentino, campione sudamericano con la nazionale argentina nel 2003.

## Carriera
Utilizzato nel ruolo di giocatore di movimento, ha una precoce e lunga carriera alle spalle soprattutto in nazionale dove ha partecipato ai migliori risultati come il quarto posto al FIFA Futsal World Championship 2004 ma soprattutto nella Copa América 2003 con la vittoria finale sul Brasile campione in carica da trentaquattro anni consecutivi.
Con la Nazionale maschile di calcio a 5 dell'Argentina ha esordito nelle competizioni mondiali a soli diciannove anni al FIFA Futsal World Championship 1996 in Spagna dove la nazionale sudamericana è stata eliminata al primo turno nel girone comprendente Paesi Bassi, Russia e Cina. Quattro anni dopo l'Argentina giunge a Foz do Iguaçu alla finale della Taça América 2000 ma perde seccamente contro i brasiliani campioni in carica, nel mondiale di sette mesi dopo giunge al secondo turno ma termina ultima alle spalle anche dell'Egitto.
Il periodo che precede il mondiale del 2004 è il più felice per Petillo: nel 2003 arriva l'inaspettata vittoria nel torneo sudamericano mentre l'anno dopo coglie la soddisfazione di giungere quarto al mondiale, ultimo grande torneo a cui prende parte.

## Palmarès

### Competizioni internazionali
- Coppa America: 1

Argentina 2003